# SMART-1
SMART-1 (Small Missions for Advanced Research in Technology) var ESAs første månesonde, hvis primære formål var at afprøve diverse teknologier:
- Xenon-drevet ion-motor. SMART-1 var den første rumsonde udelukkende drevet af en ionmotor.
- Laserlink — Laser-kommunikation. Moduleret laserlys i stedet for radio.
- OBAN — On-Board Autonomous Navigation. Mindre afhængighed af jordstationer.
- Syv små og strømsparende instrumenter.

Den kun 366 kg tunge SMART-1 fik et gratis lift med en europæisk Ariane 5 løfteraket fra Kourou i Fransk Guyana, d. 28. september 2003 kl. 01.14 dansk sommertid. Ariane 5's hovedlast var de to kommunikationssatelliter INSAT 3E (indisk) og e-BIRD (fælleseuropæisk), der tilsammen var lettere end Ariane 5's lasteevne. Ulemperne ved det gratis lift var at opsendelsen blev forsinket af, at den ene kommunikationssatellit skulle kalibreres, og at SMART-1 skulle passere den tætteste del af Van Allen-bælterne. Med en kemisk raket passerer en satellit, der skal i geostationær bane, Van Allen-bæltet på få timer, mens SMART-1 brugte måneder i Van Allen-bæltet. SMART-1 blev derfor specialbygget til at modstå de ladede partikler med bl.a. pådampet guld på udsatte steder. 
En ionmotor har en ekstrem langsom acceleration, og fra det lave kredsløb, sonden blev afleveret i, blev SMART-1 via en spiralbane sendt til Månens tyngdefelt. Derefter blev ionmotoren brugt til at nedbremse rumsonder, sådan at den i marts 2005 opnåede kredsløb om månen, med periselen på 450 km og aposelen på 3.000 km. I alt kostede rejsen 59 kg xenon. 
Når et fartøj er i kredsløb om Månen, vil det før eller siden styrte ned på Månen pga. uens træk fra Solen og Jorden, samt masseforskelle på Månen. Det vil kollidere med Månen, når det ikke længere har brændstof til at løfte sin bane. Ved hvert kredsløb kom SMART-1 cirka en kilometer tættere på Månen, og efter 1½ års kredsløb om Månen ville SMART-1 falde ned på Månens bagside d. 17. august 2006. For at vride det sidste ud af missionen brugte man de sidste 7 kg xenon til at hæve banen, så SMART-1 ville ramme Månens forside, et sted hvor det var nat. 
4. september 2006, efter 2.860 kredsløb, sluttede missionen med et brag, da SMART-1 styrtede ned i Lacus Excellentia (Fortræffelighedens Sø), nær Tychokrateret ved Månens sydpol. Nedslaget kunne observeres fra store teleskoper på Hawaii og i Japan. Det sidste døgn før nedslaget optog stjernenavigationskameraet fra danske Terma A/S nærbilleder af Månens natside.

## Instrumenter på SMART-1
- Spacecraft Potential, Electron and Dust Experiment — undersøgte SMART-1's nærmiljø med hensyn til partikler. Aktiv i Van Allen-bæltet, det translunare miljø og Månens exosfære.
- Ka-band TT&C Experiment — Afprøvning af 32/34 GHz radiotransmissioner (frem for 8 GHz normalt).
- Demo- Compact Imaging X-ray Spectrometer — Undersøger overfladens grundstofsammensætning ved røntgenflourescens. Omkredsende Apollokapsler undersøgte blot 9 % af Månen, SMART-1 undersøgte hele Månen for bulk-grundstoffer og sjældne jordarter.
- X-ray Solar Monitor — Korrigerer D-CIXS for Solens ustabilitet.
- SMART-1 InfraRed Spectrometer — undersøgte måneoverfladens mineralsammensætning, især pyroxen/olivin-signaturer.
- Advanced Moon Micro-Imager Experiment — sorthvidt CCD-kamera til geologiske tolkninger med 40 meter/pixel. Ved hjælp af tre farvefiltre kunne der tages farvebilleder.